# Court of King's Bench

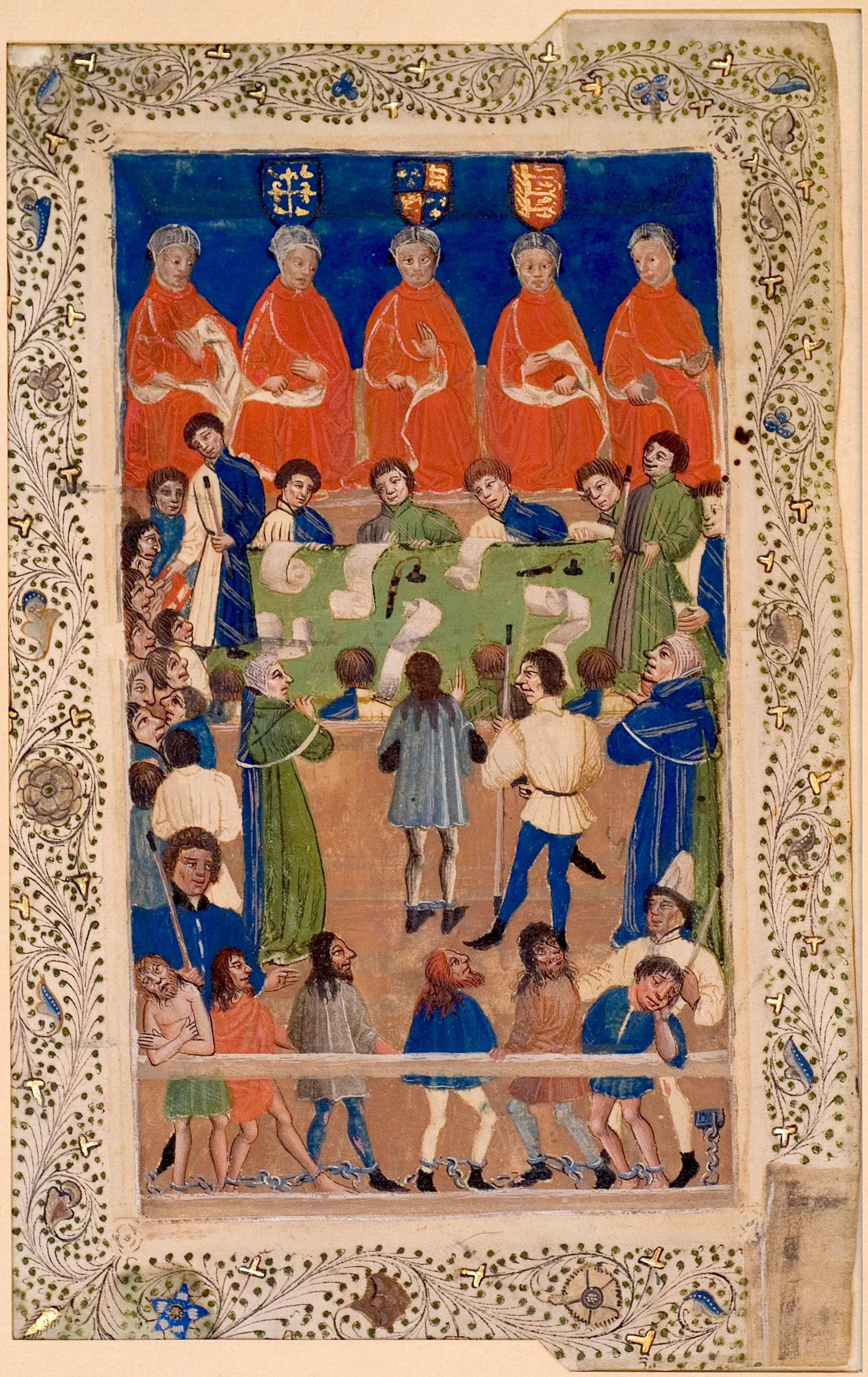
La Court of King's Bench al lavoro, manoscritto miniato del 1460 circa

La Court of King's Bench (traducibile in italiano come "Corte del Consiglio reale"), formalmente conosciuta come The Court of the King Before the King Himself è stata una corte di common law nel sistema legale inglese. Creata tra la fine del XII e l'inizio del XIII secolo come enucleazione della Curia regis, inizialmente venne pensata per seguire il monarca durante i suoi spostamenti. Nel 1318 si stabilì, insieme alla Court of Common Pleas e alla Court of Exchequer, nella Westminster Hall, compiendo i suoi ultimi viaggi nel 1421. Con il Judicature Act 1873, tramite il quale il Parlamento del Regno Unito riorganizzò il sistema giudiziale, il King's Bench confluì nell'Alta corte di giustizia dell'Inghilterra e del Galles diventandone una parte. Il King's Bench era composto da un Chief justice, traducibile come "giudice capo", (ora Lord Chief Justice) e solitamente da tre Puisne Justices ("giudici minori").
Nei secoli XV e XVI, l'affermazione della Court of Chancery, e dei principi di equity, come uno dei due principali tribunali di common law, insieme alla Court of Common Pleas, mise in forte discussione la giurisdizione e la funzionalità del King's Bench. Nel tentativo di riaffermarsi, il King's Bench intraprese un processo di riforma rivoluzionario, istituendo appelli meno costosi, più veloci e più versatili sotto forma di bills rispetto ai più tradizionali writs. Sebbene questo non abbia immediatamente sortito gli effetti sperati, sul lungo tempo aiutò la corte a recuperare e aumentare il proprio carico di lavoro che arrivò a decuplicarsi nel periodo tra il 1560 e il 1640. Come conseguenza, la Court of Common Pleas divenne critica riguardo a tali nuovi sviluppi, poiché finzioni giuridiche, come il Bill of Middlesex, avevano danneggiato la propria attività; quindi per contrastare la King's Bench iniziò ad operare in modo sempre più reazionario e conservatore fino alla fusione del 1873.
Inizialmente, la giurisdizione del King's Bench copriva una vasta gamma di ambiti penali, qualsiasi attività non rivendicata dagli altri tribunali e qualsiasi caso riguardante il monarca. Fino al 1830, la King's Bench fungeva anche da corte d'appello per le Court of Common Pleas e per l'Exchequer of Pleas e richiedeva al Parlamento di approvare le sue decisioni. Dal 1585, la Court of Exchequer Chamber era l'organo a cui potersi appellare riguardo alle decisioni della King's Bench.

## Storia

### Origini

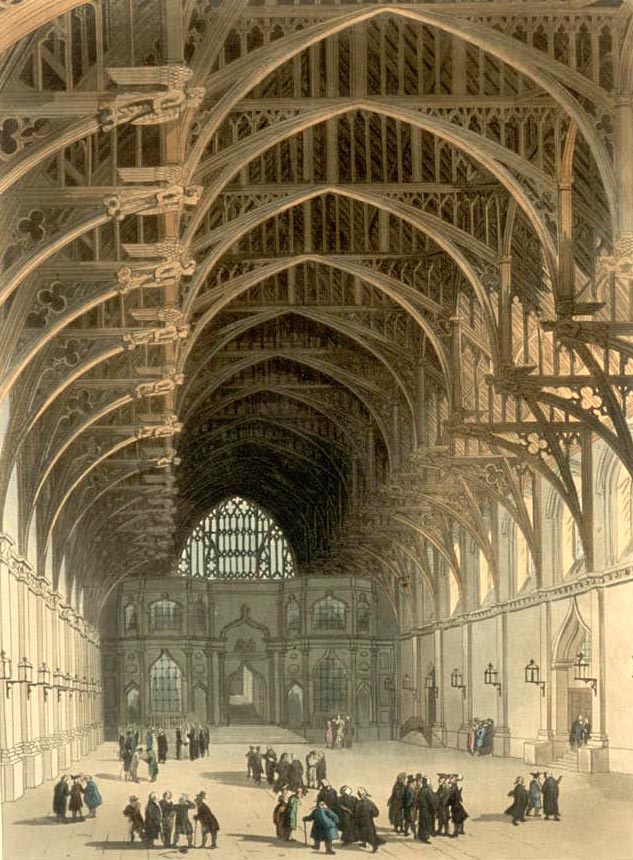
Westminster Hall, dove risiedette il King's Bench fino alla sua soppressione

In origine, l'unica "corte" era la curia regis, uno dei tre organi amministrativi centrali insieme all'erario e alla cancelleria, da quest'ultima si formò la Court of Chancery. La curia regis ere la corte del re, ed era composta da quei consiglieri e cortigiani che seguivano il sovrano durante i suoi viaggi per il paese. Non era un tribunale specifico, ma un discendente del witenagemot di origine anglosassone. Di concerto con la curia regis, altre corti presiedute da giudici itineranti amministravano la giustizia in tutto il Paese, viaggiando su itinerari prestabiliti in determinati momenti e dando udienza ai casi per conto del sovrano. Poiché la curia si spostava insieme al sovrano ciò causava dei problemi quando questi si recava fuori dal paese, come accadde in particolare con Riccardo I che trascorse gran parte della sua vita lontano dall'Inghilterra. Per rimediare a ciò fu istituito un "bench" (banco) centrale, con la Court of Common Pleas che venne scissa dall'Exchequer of Pleas ottenendo il riconoscimento ufficiale nel XIII secolo grazie alla Magna Carta in modo che le udienze comuni potessero essere tenute in "un luogo fisso". Vi furono, quindi, due tribunali di common law: la curia regis, che seguiva il re, e il Common Pleas, che sedeva a Westminster Hall. Alla fine, la curia divenne nota come King's Bench nella quale era necessaria la presenza del sovrano affinché potesse riunirsi.
Tra gli storici non vi è assoluta concordanza sul fatto che il primo tribunale fisso fosse il Common Pleas o il King's Bench. Nel 1178, un cronista registrò che quando Enrico II d'Inghilterra:
Questo è stato originariamente interpretato come la fondazione del King's Bench con la corte dei Common Pleas che non venne istituita fino alla firma della Magna Carta. La teoria successiva era che il decreto di Enrico II avesse creato la Common Pleas e non il King's Beanch e che quest'ultimo si fosse invece separato dal primo solo successivamente. Le prime attestazioni di un King's Bench indipendente risalgono al 1234, quando si trovano distinti documenti per ogni corte. Gli storici moderni considerano, quindi, il 1234 la data di fondazione del King's Bench come tribunale completamente indipendente, considerandolo parte della riforma legislativa che ebbe luogo dal 1232 al 1234. Sotto Edoardo I, la presenza del re a corte divenne sempre più irregolare e nel 1318 la corte divenne indipendente dal monarca. I suoi ultimi viaggi nel paese furono nel 1414 quando si recò nel Leicestershire, nello Staffordshire e nello Shropshire, e nel 1421 quando visitò il Northamptonshire. Da allora in poi, il King's Bench divenne una corte fissa e non seguì più il re negli spostamenti. Come la corte di Common Pleas, il King's Bench rimase a Westminster Hall fino al suo scioglimento.

### Riforma

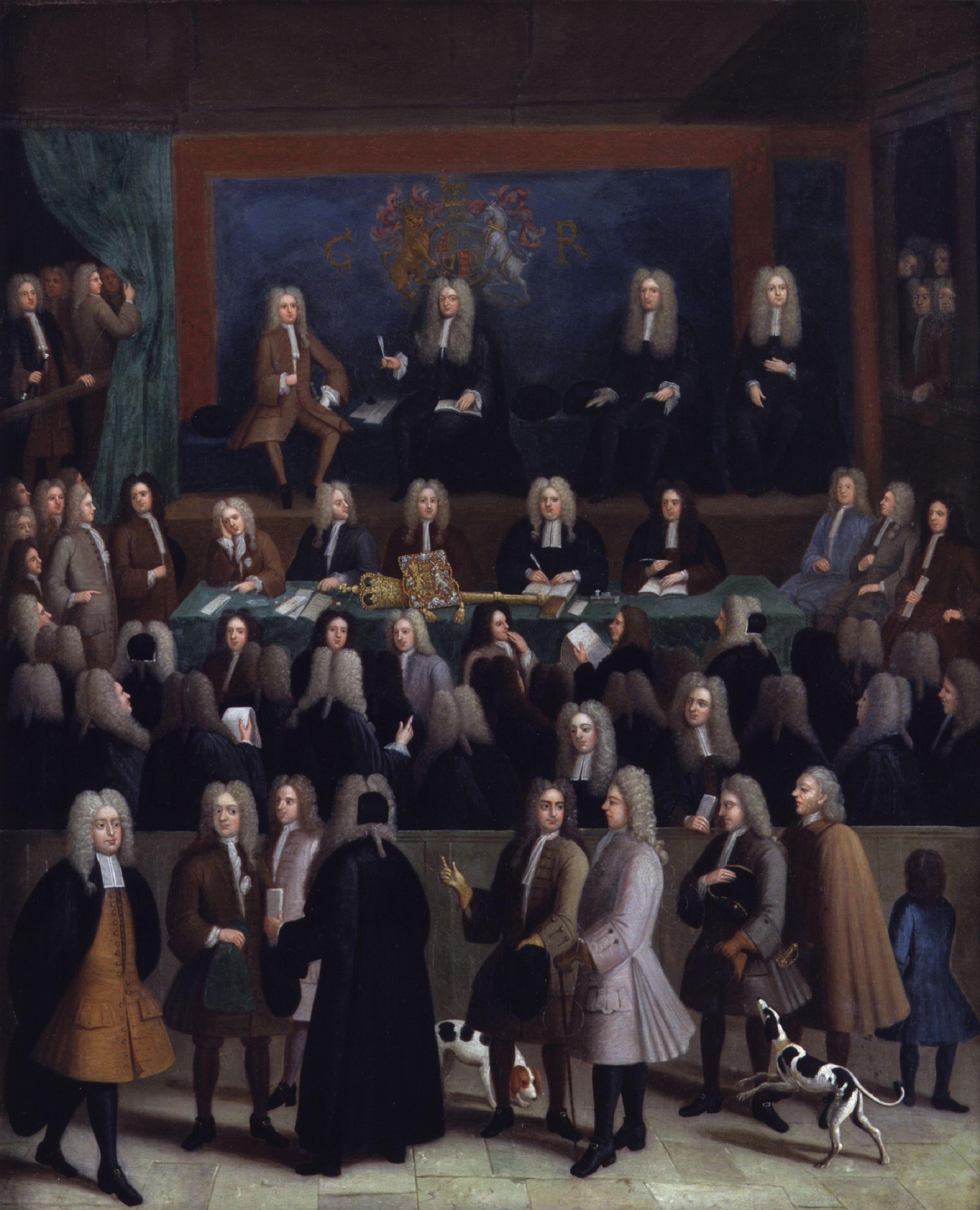
La Court of Chancery, un tribunale in competizione con quello del King's Bench e con gli altri di common law durante il XV e XVI secolo

Nel corso del XV secolo, la tradizionale superiorità dei tribunali di common law venne contestata dai tribunali ecclesiastici e dalla giurisdizione di equity del Lord Cancelliere, esercitata attraverso la Court of Chancery. Questi tribunali erano più attraenti per gli avvocati per via della loro informalità e per i loro tempi più rapidi. Gli atti di denuncia e le citazioni in giudizio utilizzati dalla Chancery rendevano la procedura giudiziaria molto più rapida e dal 1460 al 1540 vi fu un forte calo del numero di casi affrontati nei tribunali di common law. Questo decremente del numero di cause comportava un'inevitabile decremento di introiti e ciò allarmò il King's Bench che fu esortato da Sir Guy Fairfax nel 1501 a sviluppare nuovi rimedi in modo che "i mandati di comparizione non fossero usati così spesso come lo sono attualmente". Dal 1500 il King's Bench iniziò a riformarsi per essere più attrattivo e dunque aumentare i propri affari, riuscendoci a partire dalla metà del secolo circa.
La ripresa della Court of King's Bench avvenne grazie all'adozione di procedure simili a quelle in uso nella Court of Chancery, in particolare il sistema dei bills. Prima di formulare un bill doveva essere emesso un atto di citazione, con atti diversi a seconda della controversia. Se l'attore A desiderava citare in giudizio il convenuto B per abuso, debito e appropriazione indebita, il tribunale avrebbe dovuto emettere un atto individuale per ogni singola azione, con i relativi tempi e costi da sostenere per A e, infine, assicurarsi che B comparisse in tribunale. I bills, d'altra parte, venivano tradizionalmente utilizzati contro i prigionieri della corte e quindi si presupponeva che l'imputato fosse già in custodia e che quindi la sua presenza in tribunale non fosse necessaria. Così nacque una finzione giuridica: se A voleva citare in giudizio B per un abuso, debito e appropriazione indebita, avrebbe avuto un writ of trespass; B sarebbe stato arrestato di conseguenza, e le azioni sarebbero state prese tramite un bill conseguente alla sua detenzione. Successivamente, il sistema assunse ancora di più i connotati della finzione: se A avesse voluto citare in giudizio B solo per debito e appropriazione indebita, sarebbe stato ottenuto un writ of trespass che veniva poi archiviato quando B era tratto in custodia. Per velocizzare ancora di più la procedura, poiché la King's Bench aveva la giurisdizione penale sul Middlesex, si considerarono le violazione (che erano comunque fittizie) come se si fossero realizzate lì, consentendo alla corte di emettere un mandato di arresto autonomamente, senza dover prima passare dalla Cancelleria. Questo sistema divenne noto come Bill of Middlesex ed esso mise in crisi la giurisdizione della Court of Common Pleas, che normalmente doveva occuparsi di tali cause civili.